# TimeSplitters 2
TimeSplitters 2 est un jeu vidéo de type FPS développé par le studio Free Radical Design, dont les principaux membres fondateurs ont participé à la réalisation de GoldenEye 007, et édité par Eidos Interactive en 2002. Commercialisé sur GameCube, PlayStation 2 et Xbox, cet épisode a apporté ses lettres de noblesse à une série entamée avec TimeSplitters en 2000, au lancement de la PlayStation 2.

## Trame
L'histoire de TimeSplitters 2 est du même type que celui de TimeSplitters, mais il est scénarisé et comprend une douzaine de cinématiques. L'histoire principale se déroule en 2401, mais les niveaux du jeu se passent à diverses époques.
Les TimeSplitters menacent de détruire l'humanité à l'aide de cristaux temporels et le sergent Cortez et son amie la caporale Hart sont envoyés les récupérer pour empêcher les TimeSplitters d'accomplir leur plan.
Lors de leur arrivée sur la station spatiale, où les TimeSplitters ont rassemblé les cristaux temporels, le sergent Cortez et la caporale Hart constatent qu'il est trop tard : en les voyant, les TimeSplitters ont sauté dans le temps grâce aux cristaux temporels. C'est au sergent Cortez d'aller les récupérer en sautant lui aussi dans le tunnel temporel pour aller les récupérer, un par un, dans différents époques et contextes.
Les armes et les personnages sont très différents d'un niveau à l'autre. Toutes les armes et presque tous les personnages du mode Histoire sont utilisables dans les autres modes du jeu.
C'est grâce à cette histoire que le jeu introduit différents niveaux. Dans chaque niveau, l'objectif principal est évidemment d'aller récupérer les cristaux temporels, mais au fur et à mesure de l'avancée du joueur dans le niveau, des objectifs secondaires s'ajoutent à la mission principale.
Les niveaux du mode Histoire du jeu sont jouables selon trois niveaux de difficulté différents :
- Le mode Facile ;
- Le mode Moyen ;
- Le mode Difficile.

Pour pouvoir jouer à un niveau en Moyen ou en Difficile, il faut d'abord avoir réussi le niveau précèdent avec la même difficulté.

## Système de jeu

### Généralités
TimeSplitters 2 est un FPS, un jeu de tir à la première personne avec une grande galerie d'armes, de personnages et de niveaux.
TimeSplitters 2 dispose de plusieurs modes :
- Le mode Histoire
- Le mode Arcade
- Le mode Ligue
- Le mode Défis
- L'éditeur de niveaux

### Mode Histoire
Le gameplay du jeu est toujours aussi classique et l'histoire est toujours aussi linéaire que dans le premier épisode. Il faut noter toutefois les variantes des niveaux du mode histoire qui n'évoluent pas de la même manière selon la difficulté.
En Facile, le nombre d'ennemis est restreint, le niveau est assez court, les objectifs primaires ne sont pas nombreux.
En Moyen, la santé ou la ruse des ennemis est plus évoluée, le niveau est plus long; par exemple, dans le niveau 1990 - Sibérie, des manipulations supplémentaires sont à faire, de nouvelles pièces sont à visiter, la fin du niveau est différente et un boss final peut y faire son apparition.
En Difficile, le niveau est similaire à sa version en Moyen, à quelques détails près. D'autres chemins sont à prendre; par exemple, les objectifs secondaires deviennent primaires.
Malgré le gameplay simple du mode histoire, où l'action se résume à abattre les ennemis et à mettre en fonction ds interrupteurs, les niveaux mettent en scène diverses situations où le joueur devra jouer de la ruse, de l'infiltration et beaucoup de prudence. On peut également trouver dans trois des niveaux du mode histoire des cartouches de jeu à insérer dans le transmetteur temporel qui rappellent par leur forme les cartouches de Nintendo 64. Ces cartouches de jeu sont fonctionnelles et les mini-jeux qu'elles contiennent peuvent être joués grâce au transmetteur temporel. Un des mini-jeux nommé Anaconda est un clone du célèbre jeu Snake.
À la fin des niveaux, si le joueur les a complétés en Moyen ou Difficile, on peut débloquer des personnages jouables en mode Arcade.
Les niveaux du mode histoire sont :
- 1990 - Sibérie
- 1932 - Chicago
- 1895 - Nôtre-Dame
- 2280 - La planète X
- 2019 - NéoTokyo
- 1853 - Le grand Ouest
- 1972 - Centrale Nucléaire
- 1920 - Ruines Aztèques
- 2315 - Usine de Robots
- 2401 - Station Spatiale - Epilogue

### Mode Arcade
Le mode arcade de TimeSplitters 2 est le mode le plus riche du jeu.
Il permet de jouer seul ou à plusieurs à des niveaux indépendants ou inspirés du mode Histoire; certains reviennent même du jeu original (niveaux Chinois, Rues) .
Ce mode de jeu est facilement comparable au mode multijoueur de GoldenEye 007 sur Nintendo 64. Il propose un menu où l'on peut choisir entre plusieurs types de parties différentes ayant chacune ses propres règles ( Matchs à mort, Capture du sac, Virus, etc ). Il y a au total une dizaine de modes de jeu, dont quelques-uns à débloquer. Chacun de ces modes de jeu contient des paramètres personnalisables. (Durée de la partie, type de points, équipes, armes, IA, bonus, etc ). Après la sélection du mode de jeu et la définition de ses paramètres, le joueur sera invité à choisir un personnage qu'il contrôlera en vue subjective. La galerie des personnages à choisir contient autant de personnages directement repris du mode Histoire (Cortez, Nikolaï, Tony le Gros, Jacques la Mort, Golem en pierre, Harry les Tuyaux...) que des personnages inédits, et souvent loufoques (Zigomar le singe, R-107, Ours, Dinosaure, Homme-canard...). Tous les personnages ne sont pas débloqués par défaut; c'est en remportant des parties de Ligue Arcade, Défis ou des niveaux du monde histoire que le joueur pourra enrichir sa galerie de personnages.
Au total, les niveaux du mode Arcade sont :
- Terrain d'entrainement
- Hôpital
- Station arctique
- Discothèque
- Décharge
- Ovnipia
- Site
- Complexe
- Rues
- Resto Chinois
- Village mexicain
- Aztèque
- Gouffre
- Hangar
- Usine de Robots
- Cirque

### Mode Ligue Arcade
Le mode Ligue Arcade se joue seul contre des bots. Le joueur doit se battre selon des règles et sur des cartes définies, aucune personnalisation n'est possible. Le joueur est légèrement ou vraiment désavantagé par rapport aux bots, ce qui rend les matchs difficiles à remporter.
Détail amusant, toutes les arcades du mode Ligue Arcade contiennent une description humoristique qui décrit explicitement ou pas la situation dans laquelle le joueur devra combattre.
À la fin d'un match Ligue Arcade, le joueur gagne une coupe de bronze, d'argent, d'or ou même la platine s'il a atteint les objectifs et qu'il a fait preuve d'une très bonne performance, et débloque des personnages ou des niveaux pour le mode Arcade.

### Mode Défis
Le mode Défis est différent des deux modes arcades. Il ne consiste pas en véritables matchs, mais plutôt en épreuves assez bien décalées du reste du jeu. Ainsi une quinzaine de défis est proposée au joueur, tels que briser en un temps donné un nombre défini de vitres, ou de survivre jusqu'à un nombre de points suffisant pour décrocher une récompense à une attaque de zombies, ou, bien plus différent encore, de tirer adroitement sur des pastèques tenues par des singes en mouvement, sans tirer sur ces derniers afin d'éviter des pénalités de score. 
En revanche, comme pour le mode Ligue Arcade, il faut pour remporter un défi au moins décrocher une coupe de bronze. La plupart de ces épreuves ont lieu sur des cartes du niveau arcade.  

### Mode Éditeur de niveaux
Le mode Éditeur de niveaux est un mode qu'on peut rarement retrouver dans d'autre jeux qui permet au joueur de créer ses propres niveaux. Il peut placer plusieurs types de pièce pour créer un immense bâtiment, placer des armes, des points d'apparition, des <<power up>> et des objets où il le veut. Il peut aussi créer des missions avec des objectifs précis et il peut aussi placer des ennemis qui essaieront de protéger l'objectif ou tout simplement tuer le joueur principal. Il est possible de modifier la description du niveau, la musique qu'on entendera, le style de pièce et encore plus. Finalement, une fois un niveau créé, le joueur pourra y jouer seul ou en multijoueur dans le mode de jeu qu'il désire. De plus, quelques niveaux sont déjà proposés par le jeu.

## Bande-son
Graeme Norgate a composé toutes les musiques et les sons du jeu.
Le jeu n'a pas de thème principal récurrent; chaque niveau a son propre thème. En 2006, Free Radical Design a mis en téléchargement gratuit les musiques de ses jeux sur son site officiel.

## Accueil
- Jeux vidéo Magazine : 18/20[1]